# Konjic
Konjic (chirilică: Коњиц) este un oraș și o comună în Cantonul Herțegovina-Neretva din Federația Bosniei și Herțegovinei, o entitate din statul modern Bosnia și Herțegovina. Este situat în nordul Herțegovinei, la aproximativ 60 de kilometri (37 km) sud-vest de Sarajevo. Este o zonă muntoasă, puternic împădurită și se află la 268 m (879 ft) deasupra nivelului mării. Municipalitatea se extinde pe ambele părți ale râului Neretva. Începând cu anul 2013, acesta are o populație de 26.381 de locuitori.
Orașul este una dintre cele mai vechi așezări permanente din Bosnia și Herțegovina, datând de aproape 4000 de ani; orașul în încarnarea sa actuală apărând ca un oraș important la sfârșitul secolului al XIV-lea.

## Legături externe
- Municipal Website of Konjic
- Website of Konjic en